# خوشنویسی

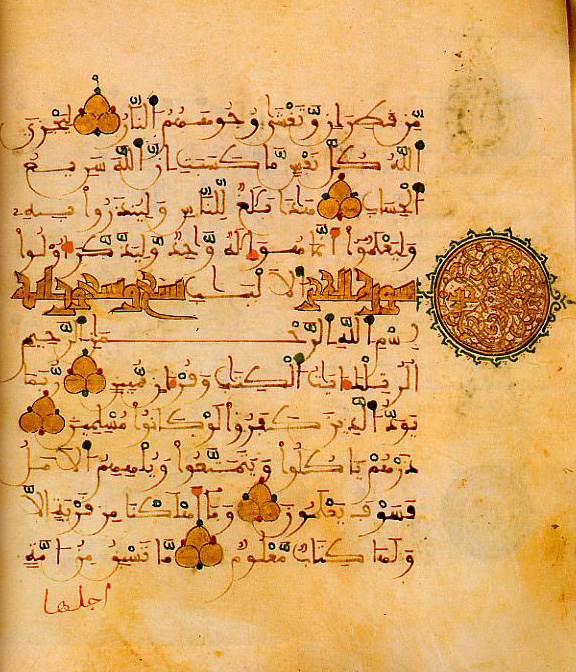
برگی از قرآن منندلسی

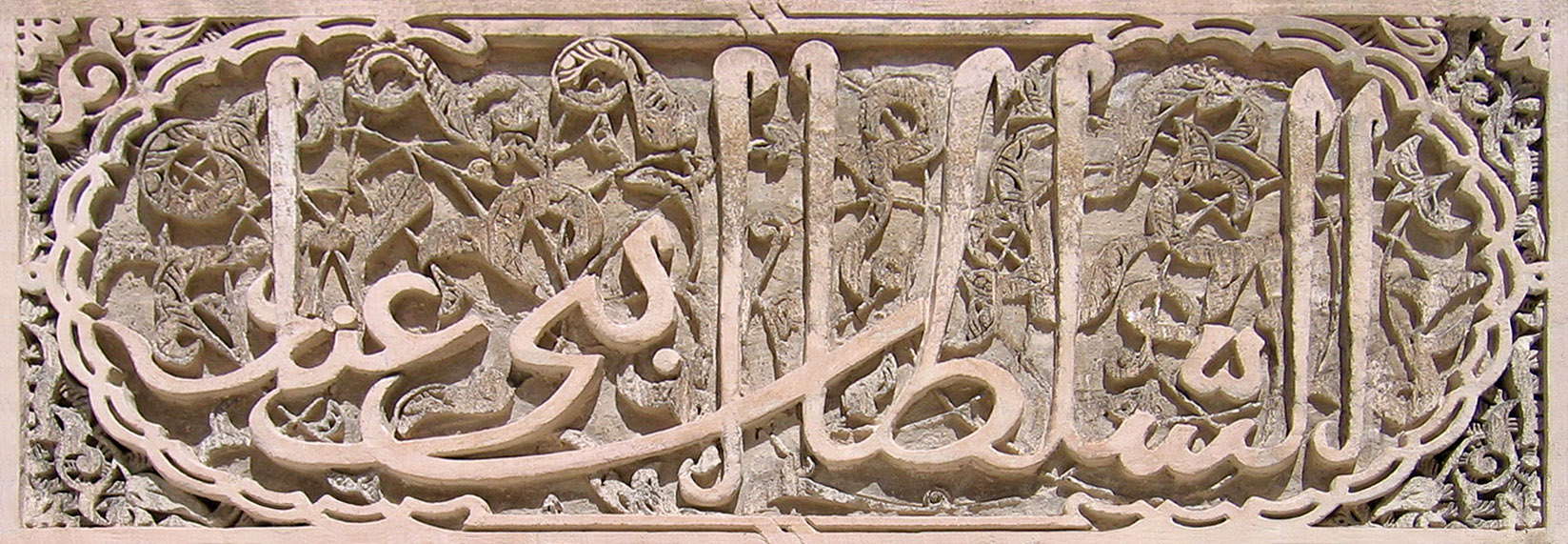
نمونه‌ای از خوشنویسی اسلامی برکتیبه‌ای در مدرسه بواینانیا، مراکش، قرن چهاردهم میلادی

خوشنویسی یا خطاطی به معنی زیبانویسی یا نوشتن همراه با خلق زیبایی است و فردی که این فرایند توسط او انجام می‌گیرد خوشنویس (خطاط) نام دارد، به‌خصوص زمانی که خوش‌نویسی حرفهٔ شخص باشد. گاهی درک خوشنویسی به عنوان یک هنر مشکل است. به نظر می‌رسد برای درک و لذت بردن از تجربه بصری خوشنویسی باید بدانیم خوشنویس افزون بر نگارش یک متن، سعی داشته اثری هنری با ارزش‌های زیبایی شناختی خلق کند. از این رو خوشنویسی با نگارش سادهٔ مطالب و حتی طراحی حروف و صفحه‌آرایی متفاوت است. همچنین از آنجایی که این هنر جنبه‌هایی از سنت را در دل خود دارد باید آن را تا حدی از نویسه نگاری که مبتنی بر ارزش‌های نگاشتاری مدرن و کارهای چاپی است متمایز کرد.
خوشنویسی تقریباً در تمام فرهنگ‌ها به چشم می‌خورد اما در مشرق زمین و به‌ویژه در سرزمین‌های اسلامی و ایران اهمیت بسیاری در میان هنرهای تجسمی دارد. خوشنویسی اسلامی و بیش از آن خوشنویسی ایرانی تعادلی است میان تمامی اجزاء و عناصر تشکیل دهندهٔ آن. تعادل میان مفید و مورد مصرف بودن از یک سو و پویایی و تغییر شکل یابندگی آن از سوی دیگر؛ تعادل میان قالب و محتوا که با آراستگی و ملایمت تام و تمام می‌تواند شکل مناسب را برای معانی مختلف فراهم آورد. خوشنویسی به عنوان یکی از هنرهای اصیل و سنتی، نقش مهمی در حفظ هویت و تاب آوری فرهنگی ایفا می‌کند. خوشنویسی به عنوان یکی از هنرهای اصیل و سنتی، نه تنها زیبایی بصری را به ارمغان می‌آورد بلکه نقش مهمی در حفظ هویت و تاب‌آوری فرهنگی ایفا می‌کند.
اگر در نظر داشته باشیم که خوشنویسی اسلامی و ایرانی براساس قالب‌ها و قواعد و نظام‌های بسیار مشخصی شکل می‌گیرد و هر یک از حروف قلم‌های مختلف از نظام شکلی خاص، و تا حدود زیادی غیرقابل تغییر، برخوردارند. آنگاه درمی‌یابیم که ایجاد قلم‌های تازه یا شیوه‌های شخصی خوشنویسان بر مبنای چه ابداع و رعایت حیرت‌انگیزی پدیدار می‌شود. در خوشنویسی اندازه هر حرف و نسبت آن با سایر حروف با دقت بسیار بالایی معین شده است و هر حرف به صورت یک «مدول» ثابت درمی‌آید که تخطی از آن به‌منزله نادیده گرفتن توافقی چندصدساله است که همیشه میان خوشنویس و مخاطب برقرار بوده و با رضایت طرفین حاصل می‌آمده است. حتی ترتیب شکل کلمات نیز براساس مبانی مشخصی تعیین می‌شده که در «رسم‌الخط» ها و «آداب‌المشق» ها از جانب استادان بزرگ تنظیم و ارائه شده است. قرارگیری کلمات - یعنی «کرسی» - هر سطر هر چند نه به صورت کاملاً پیش‌بینی و تکلیف شده - که ناممکن بوده است - اما به‌شکل «سلیقه مطلوب» زمینه زیبایی شناختی پیشنهادی خاص خود را دارا بوده است.

## خوشنویسی در کشورهای مختلف

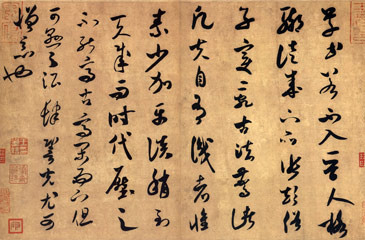
خوشنویسی میفو، متعلق به دودمان سونگ در چین، ۱۰۹۷ میلادی

هرچند خوشنویسی در مشرق زمین اهمیت و توسعه کاملی یافته است امّا اَشکالی از آن را در کلیه فرهنگ‌ها می‌توان یافت. واژهٔ خوشنویسی یا Calligraphy از قرن پانزدهم میلادی وارد دایره لغات فرهنگ‌های لاتینی شد و تنها پس از قرن نوزدهم به عنوان یک اصطلاح شناخته شده مطرح گشت، اما از دیر باز به‌ویژه در کشورهای خاور دور و کشورهای اسلامی از جمله ایران، خوشنویسی به عنوان هنری شاخص مطرح بوده است.

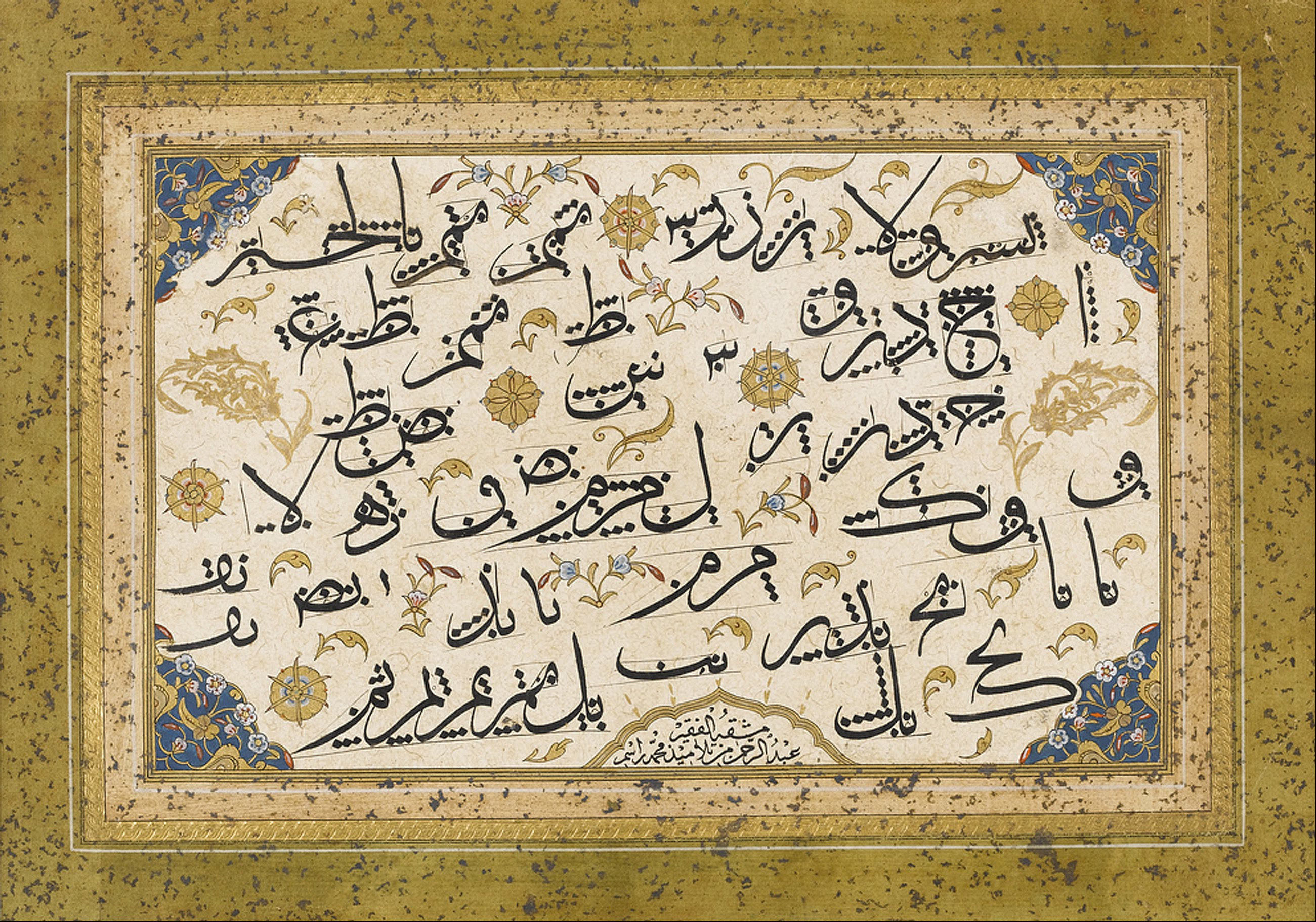
نمونه تمرین خطاطی عبدالرحمن حلمی او خطاط و کاتب اهل ترکیه (عثمانی) بود و از شاگردان رسیم افندی (محمد راسم) (ایگریکاپی مهمت) به‌شمار می‌رفت. عبدالرحمن حلمی خطاط و کاتب مسلطی بود و بیشتر عمر خود را به شاگردی و در مدرسه ایاصوفیه استانبول گذراند.

در اروپا هم از دیرزمان دولت و کلیسا به زیبانویسی توجه نشان می‌دادند (مانند کتیبه‌های رومی یا برخی نسخه‌های خطی انجیل) اگر چه خوشنویسی در اروپا یک هنر فرعی و وابسته به کتابخانه‌ها و محافل طلّاب بود.
خوشنویسی چینی نیز از کیفیت انتزاعی و تصویری خاصی برخوردار است که بیان اندیشه و احساس را ممکن می‌سازد و از این رو با نقاشی قرابت دارد. در کشورهایی مانند ژاپن و کره نیز تاحدی وضع به همین صورت بود. به‌طور کلی در خاور دور هنر خوشنویسی هرچند بیشتر نزد کاهنان و متولیان امور مذهبی رواج داشت اما در کنار نقاشی رشد شگرفی کرد.

## پیدایش خط فارسی
پیش از اسلام خطوط گوناگونی از جمله میخی و پهلوی و اوستایی در ایران رواج داشته است اما با پیدایی دین اسلام نیاکان ما الفبا و خطوط اسلامی را پذیرا شدند. تاریخ شکل‌گیری خط عربی و شیوهٔ نگارش آن چندان به پیش از اسلام بر نمی‌گردد و تقریباً هم‌زمان با گسترش اسلام و در سال‌های آغازین فتوحات اسلامی شکل گرفت.
هرچند ایرانیان خط کنونی خود را از عرب‌ها وام گرفته‌اند، با این حال در تکامل این خط و در تبدیل آن به هنر خوشنویسی نقش عمده‌ای داشته‌اند. ایجاد نقطه و اِعراب در خط عربی را به‌فردی بنام ابوالاسعد دُؤَلی الفارس و در سدهٔ اول هجری نسبت داده می‌شود که بیشتر برای جلوگیری از اشتباه خواندن قرآن توسط غیر عرب‌زبانان ازجمله ایرانیان انجام شد.

## علت پیدایش الفبا
چون در زبان مصری گاو را اوا می‌گفتند لذا در ترسیم گاو فقط سر آن را که به صورت الف بود رسم کردند و شتر که در زبان مصری جیمل می‌گفتند و به شکل هفت لاتین بود رسم کردند و جیم گفتند و همچنین بیت را که خانه باشد یک مربع مستطیل رسم می‌کردند در مرحله تقطیع فقط یک ضلع آن را رسم کردند و آن را ب نام نهادند و همین طرز تا آخر حروف الفباء و در نتیجه حروفی مستقل و باصدا تحصیل گردید و همگامی که فنیقیها با مصری‌ها ارتباط یافتند این خط را گرفته تکمیل کردند و خط فنیقی به‌دست آمد؛ و از آن خط خطوط کوفی و یونانی و عبری و امثال آن تشکیل گردید.

## خوشنویسی اسلامی

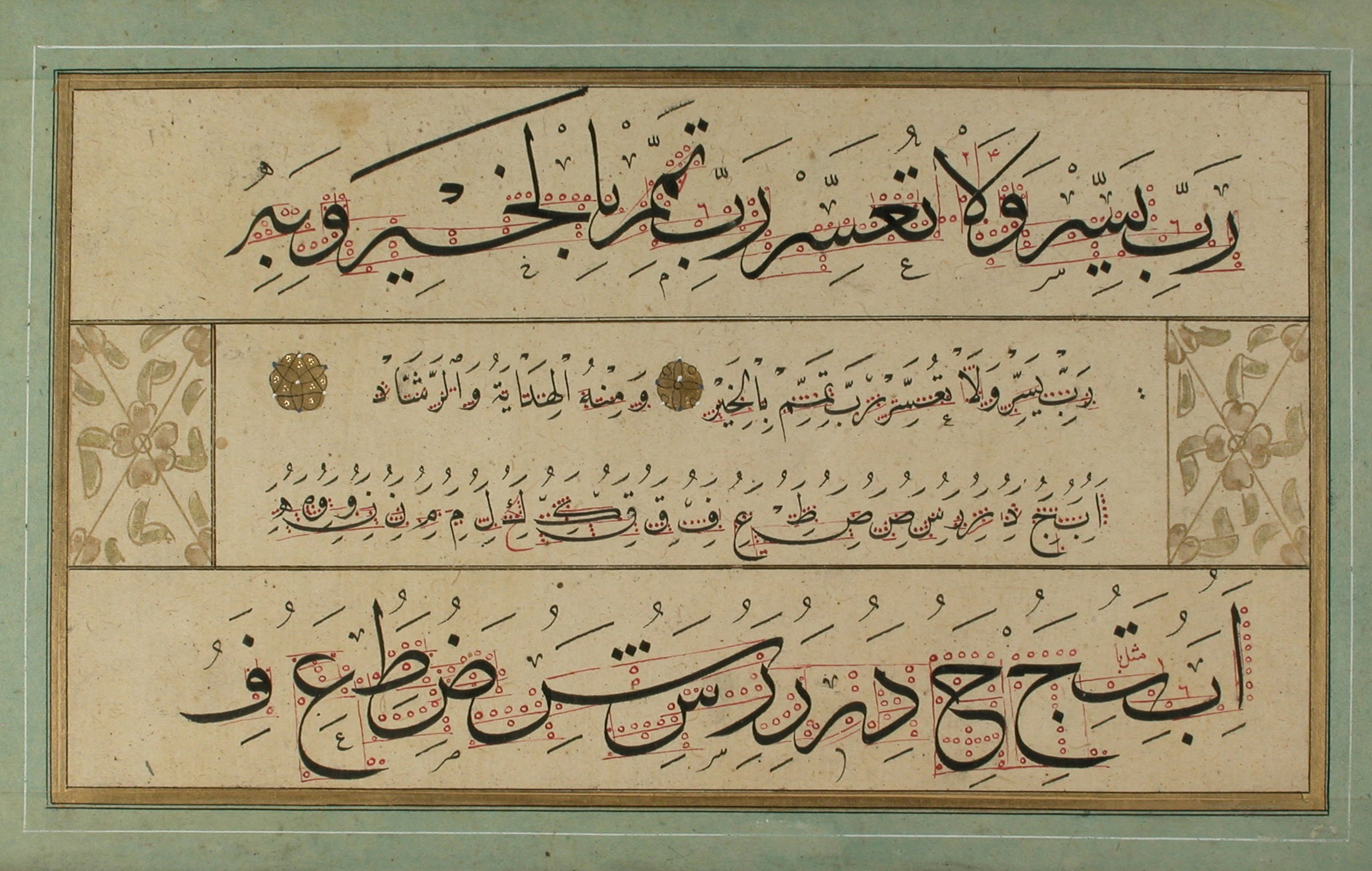
مشق خوشنویسی، اثر محمد شوقی افندی، خطاط چیره‌دست عثمانی به تاریخ ۱۸۶۳ میلادی است. متن بخش بالای اثر حدیثی به زبان عربی و به این شرح است: «رَبِّ یَسِّرْ ولا تُعَسِّرْ رَبِّ تمِّمْ بِالخَیرِ وَبِهِ». این اثر اکنون در مالکیت موزه ساکیپ سابانجی قرار دارد.

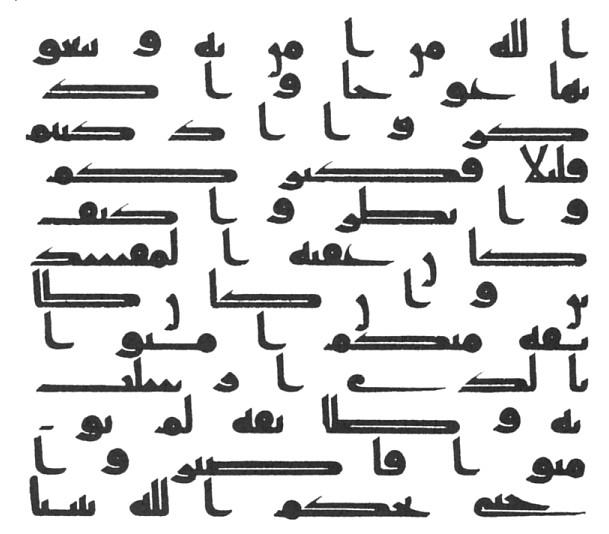
نمونه‌ای از خط کوفی اولیه

خوشنویسی همواره برای مسلمانان اهمیتی خاص داشته است؛ زیرا در اصل آن را هنر تجسم کلام وحی می‌دانسته‌اند. آنان خط زیبا را نه فقط در رونویسی قرآن بلکه در اغلب هنرها به‌کار می‌بردند. خوشنویسی یا خطاطی در کلیه کشورهای اسلامی همواره به عنوان والاترین هنر مورد توجه بوده است. مردمان این سرزمین‌ها به‌ویژه ایرانیان در اوج قدرت و نهایت ظرافت در این هنر تجلی یافت و خوشنویسی به مانند محوری در میان سایر هنرهای بصری ایفای نقش کرده است. خوشنویسی از قرون اولیه اسلامی تاکنون در کلیه کشورهای اسلامی و مناطق تحت نفوذ مسلمانان با حساسیت و قدرت تمام در اوج جریانات هنری بوده است.
قدیمی‌ترین نسخه‌های قرآن به خط حجازی است و به علی بن ابی‌طالب منسوب است. پس از آن در قرون دوم و سوم خط کوفی رواج یافت. پس از قرن پنجم هجری، خط کوفی تقریباً جای خود را به خطّ نسخ داد که حروف آن برخلاف حروف زاویه‌دار خطّ کوفی منحنی و قوس‌دار است.
در اوایل قرن چهارم سال ۳۱۰ هجری قمری ابن مقله بیضاوی شیرازی خطوطی را به‌وجود آورد که به خطوط ششگانه یا اقلام سته معروف شدند که عبارتند از: محقق، ریحان، ثلث، نسخ، رقاع و توقیع. که وجه تمایز آن‌ها اختلاف در شکل حروف و کلمات و نسبت سطح و دور در هر کدام می‌باشد. همچنین او برای این خطوط قواعدی وضع کرد که یه اصول دوارده‌گانه خوشنویسی معروفند و عبارتند از: ترکیب، کرسی، نسبت، ضعف، قوت، سطح، دور، صعود مجازی، نزول مجازی، اصول، صفا و شأن.
یک قرن بعد از ابن مقله، ابن بواب برای خط نسخ قواعدی تازه ایجاد کرد و این خط را کامل نمود در قرن هفتم جمال الدین یاقوت مستعصمی به این خط جان تازه‌ای بخشید و قرآن کریم را برای چندین بار کتابت نمود.

## سیر خط در ایران
باور اساطیری پیدایش خط در ایران به نقل از شاهنامه فردوسی از این قرار است که دیوان برای نجات از اسارت، این هنر را به تهمورث (چهارمین پادشاه سلسله پیشدادیان) آموختند.
در ایران پس از اینکه خط تصویری تبدیل به میخی گردید و مدتی میخی و آشوری و بابلی و اوستایی نوشته می‌شد پس از پیدایش خط حروفی در مصر و فنیقیه و سرایت آن به یونان در دوره اقتدار سلوکی‌ها خط مزبور رواج یافت و چنانچه می‌بینیم سکه آن‌ها بهمان خط است و سپس اشکانی‌ها هم همان خط را دنبال کردند و در زمان ساسانیان خط پهلوی با خط حروفی خیلی نزدیک شد تا اینکه بعد از اسلام خواه ناخواه خط کوفی در ایران رواج یافت و مسیر ترقی خود را پیمود و از کوفی بی‌نقطه به نقطه‌دار و نسخ و نستعلیق و ثلث و رقاع و شکسته و غبار و امثال آن ترقی کرد.
در قرونی که خط در ایران و ممالک اسلامی سیر صعودی می‌کرد هنرمندانی از مسلمین برخاسته‌اند که همیشه در تاریخ جای آنان باز است و سزاوار است که نام آنان برای ابد باقی بماند.

## خوشنویسی ایرانی

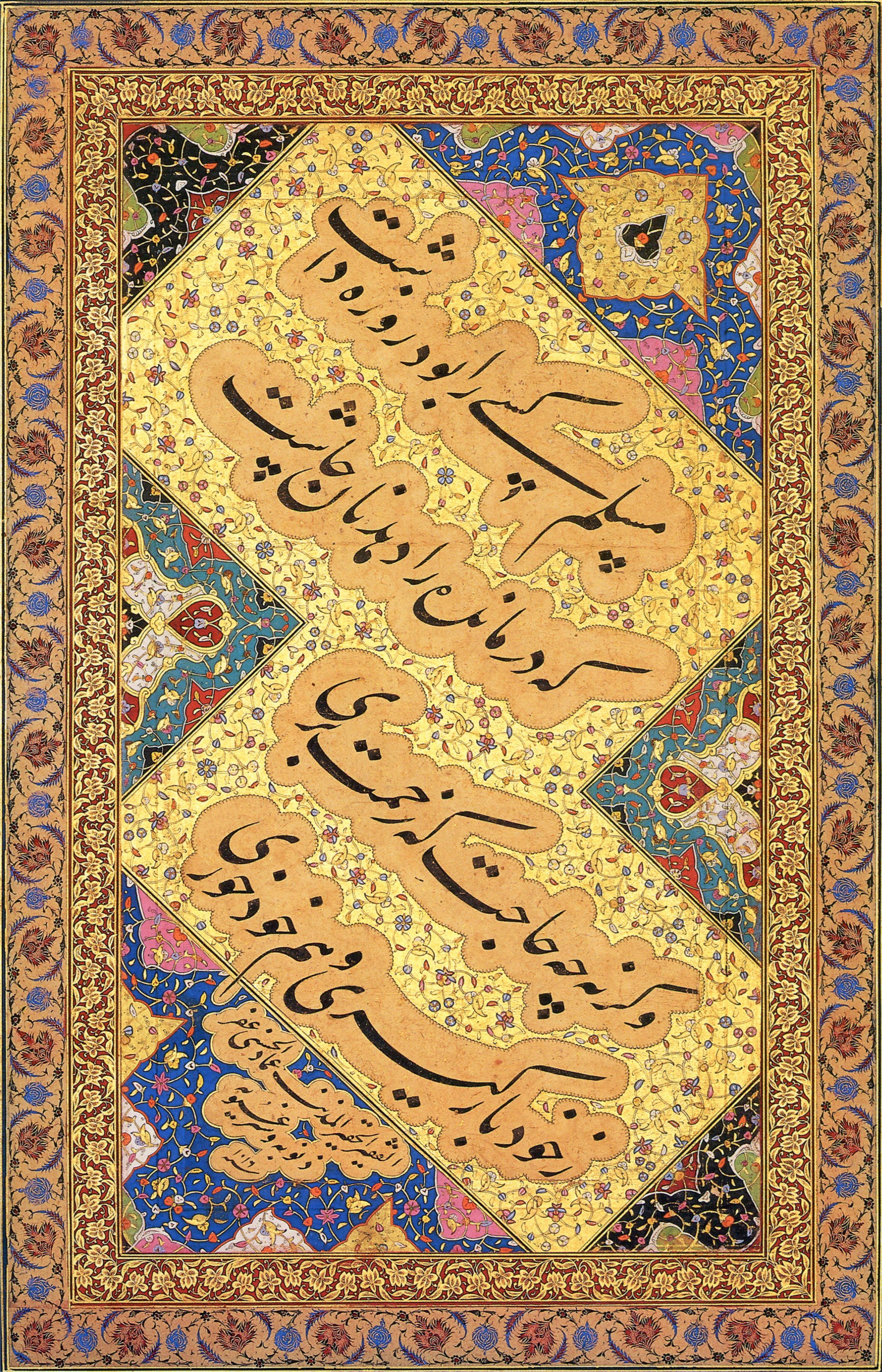
نمونه‌ای از خط نستعلیق به‌شکل چلیپا- میرعماد حسنی - ایران

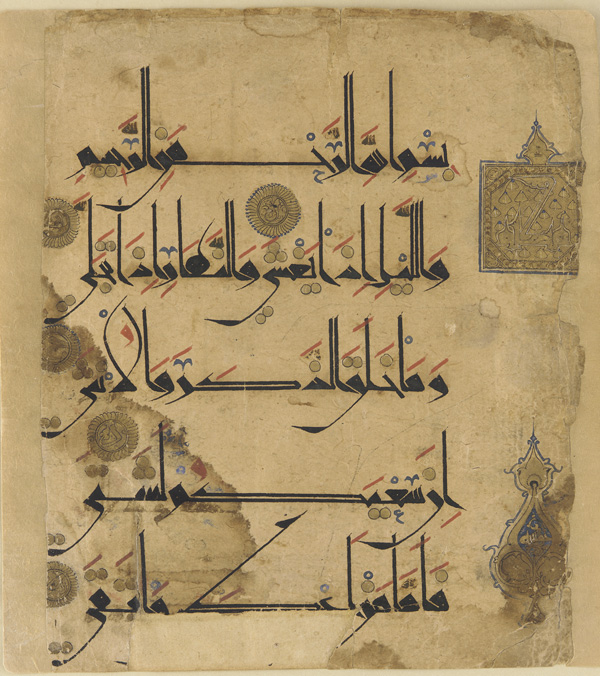
برگی از قرآن به خط کوفی - ایران - قرن یازدهم - ایرانیان حتی در خطوط رایج در سایر سرزمین‌های اسلامی شیوه‌های خاص خود را پدیدآوردند.

درحالی که عمدهٔ تبدیل نگارش معمولی کلمات به خوشنویسی هنرمندانه به عهده ایرانیان بوده است، رفته رفته ایرانیان سبک و شیوه‌هایی مختص به خود را در خوشنویسی ابداع کردند. هرچند این شیوه‌ها و قلم‌های ابداعی در سایر کشورهای اسلامی هم طرفدارانی دارد اما بیشتر مربوط به ایران و کشورهای تحت نفوذ آن همچون کشورهای آسیای میانه، افغانستان، پاکستان و هند می‌باشد. در این منطقه نیز خوشنویسی همواره به عنوان والاترین شکل هنرهای بصری مورد توجه بوده و دارای لطافتی خاص است.
در ایران پس از فتح اسلام، خطّاطی به شیوهٔ نسخ وجود داشت. در زمان حکومت ایلخانیان، اوراق مذهّب کتاب‌ها نخستین بار با نقش‌های تزیینی زینت یافت. در زمان حکومت تیموریان در ایران، خط و خوشنویسی به اوج کمال خود رسید. میرعلی تبریزی با ترکیب خط نسخ و تعلیق، خط نستعلیق را بنیان نهاد. مشهورترین خطاط قرآن در این دوره بایسنقر میرزا بود.
آنچه که به عنوان شیوه‌ها یا قلم‌های خوشنویسی ایرانی شناخته می‌شود بیشتر برای نوشتن متون غیر مذهبی نظیر دیوان اشعار، قطعات ظریف هنری یا برای مراسلات و مکاتبات اداری ابداع شده و به‌کار رفته است. این در حالی است که خط نزد اعراب و ترکان عثمانی بیشتر جنبه دینی و قدسی داشته است. هرچند آنان نیز برای امور منشی‌گری و غیر مذهبی قلم‌هایی را بیشتر به‌کار می‌برند، اما اوج هنرنمایی آنان - برخلاف خوشنویسان ایرانی- در خط ثلت و نسخ و کتابت قرآن و احادیث قابل رویت است.
در ایران نیز برای امور مذهبی مانند کتابت قرآن یا احادیث و روایات و همچنین کتیبه‌نویسی مساجد و مدارس مذهبی بیشتر از خطوط ثلث و نسخ بهره می‌گرفتند که نزد اعراب رواج بیشتری دارد. هرچند ایرانیان در این قلم‌ها نیز شیوه‌هایی مجزا و مختص به خود آفریده‌اند.
خط تعلیق را می‌توان نخستین خط ایرانی دانست. خط تعلیق که ترسل نیز نامیده می‌شد از اوایل قرن هفتم پا به عرصه گذاشت و حدود یکصد سال دوام داشت تعلیق از ترکیب خطوط نسخ و رقاع به وجود آمد و کسی که این خط را قانونمند کرد خواجه تاج سلمانی بود؛ که بعدها به وسیله خواجه عبدالحی منشی استر آبادی بدان قواعد و اصول بیشتری بخشیده شد.
پس از خط تعلیق که نخستین خط شکل گرفته ایرانی بود. در قرن هشتم میرعلی تبریزی (۸۵۰ هجری قمری) از ترکیب و ادغام دو خط نسخ و تعلیق خطی بنام نسختعلیق به‌وجود آورد که نام آن در اثر کثرت استعمال به نستعلیق تغییر پیدا کرد. این خط بسیار مورد اقبال واقع شد و موجب تحول عظیمی در هنر خوشنویسی گردید. و بعدها در دوران شاه عباس صفوی به دست میرعماد حسنی به اوج زیبایی و کمال رسید.
خط نستعلیق علاوه بر خوشنویسانی که در حیطه ایران کنونی می‌زیستند. در خراسان بزرگ و کشورهای آسیای میانه، افغانستان و به‌ویژه خوشنویسان دربار گورکانیان در هندوستان (که تعلق خاطر ویژه‌ای به فرهنگ ایرانی داشتند) رشد و پیشرفت قابل توجهی کرد.
به‌طور کلی قرن‌های نهم تا یازدهم هجری را می‌توان قرن‌های درخشان در هنر خوشنویسی در ایران دانست. در اواسط قرن یازدهم سومین خط خالص ایرانی یعنی شکسته نستعلیق به دست مرتضی قلی خان شاملو حاکم هرات با تغییر دادن خط نستعلیق ابداع شد. علت پیدایش آن را می‌توان به سبب نیاز به تندنویسی و راحت‌نویسی در امور منشی‌گری و بیش از آن ذوق و خلاقیت ایرانی دانست. همان‌طوری‌که بعد از پیدایش خط تعلیق، ایرانیان به‌خاطر سرعت در کتابت، شکسته تعلیق آن را نیز به‌وجود آوردند. درویش عبدالمجید طالقانی این خط را به کمال رساند.
در دوران قاجار خط کاربرد اصلی خود یعنی کتابت را از دست داد. از یک سو با تأکید و توسعه سیاه‌مشقنویسی به سمت هنر ناب رفت و از دیگر سو با پدید آمدن روزنامه‌ها و چاپ سنگی خود را به هنرهای کاربردی نزدیک نمود. در دوران پهلوی روند نیازهای مدرن تجاری و تبلیغی خط را از کنج کتابخانه‌ها و مجموعه‌های خصوصی به بستر اجتماع کشاند و جریانات هنری مدرنی شیوه‌هایی چون نقاشیخط را به‌وجود آوردند که کماکان مورد توجه محافل هنری جهان است.
در سال‌های پس از انقلاب اسلامی خوشنویسی با اقبال عمومی روبرو شد و انجمن خوشنویسان ایران که در سال ۱۳۲۹ تشکیل شده بود نقش بارزی در رشد و توسعه کمی و کیفی این هنر به عهده گرفت.

## خط کوفی و وجه تسمیه آن

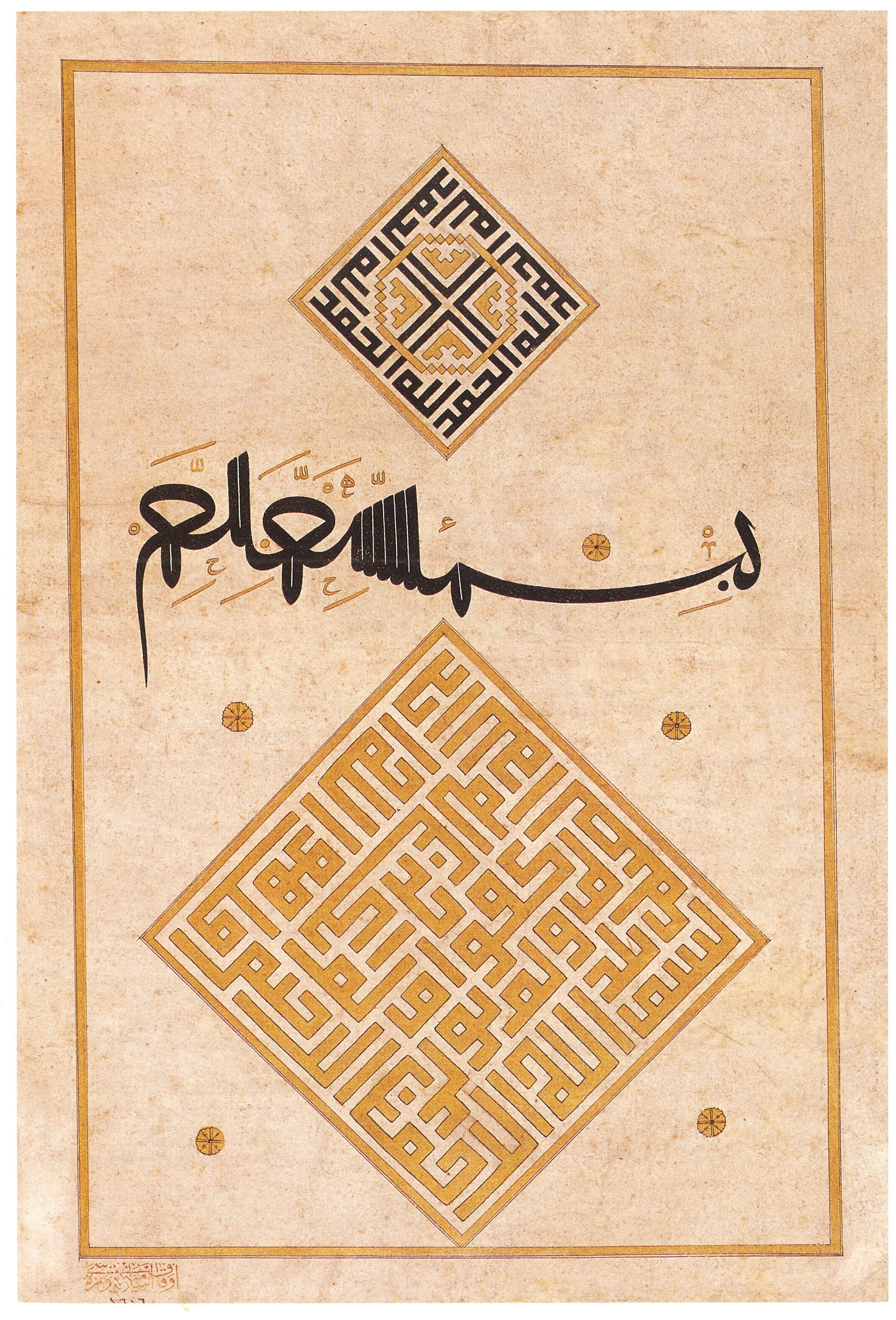
جمله بسم الله الرحمن الرحیم به خط احمد شمس‌الدین قره‌حصاری احمد شمس‌الدین قره‌حصاری خوشنویس اهل عثمانی (ترکیه) بود. او زاده افیون قره‌حصار واقع در غرب ترکیه است. برخلاف دیگر خطاطان هم عصر خود او گرایشی به سبک شیخ حمدالله نداشت و در عوض از شیوه یاقوتی (Yakut-ı Mustasımi) پیروی می‌کرد. او در زمینه خط ثلث و خط نسخ آثاری از خود به جای گذاشته است.

خط کوفی که مشتق از خط سطرنجیلی سریانی بود در بین‌النهرین رواج یافت و اول کسی که آن خط را در جزیره العرب رواج داد حرب بن امیه بن عبد شمس از فضلای قریش بود و برای تحصیل خط کوفی از مکه به طرف حیره (کوفه) حرکت کرده و زمانی دراز در آنجا بماند و از استادان فن طریقه و شیوه نوشتن خط کوفی را بیاموخت تا خود در این فن استاد شد سپس به مکه مراجعت کرد و عده‌ای از قریش نزد او تعلیم گرفتند و به تدریج این خط در مکه و جزیره العرب مشهور بخط کوفی گردید- زیرا این خط به وسیله حرب از کوفه به جزیره‌العرب آمده بود- بعد از حرب، ابوطالب و پدر علی بن ابی‌طالب و عفان بن ابی‌العاص در نوشتن خط کوفی اشتهار یافتند و اول کسیکه خط کوفی را در تحت نظم و ترتیب درآورد مراره بن مره بود از او دست به دست اسلم بن سدره رسید و حرب بن امیه از اسلم یادگرفت.

## نویسندگان خط کوفی بعد از اسلام
بعد از ظهور دین اسلام عده‌ای در نوشتن خط کوفی اشتهار یافته که پنج تن آن‌ها از دیگران معروف‌ترند:
۱- علی بن ابی‌طالب- ۲- عمر بن خطاب- ۳- عثمان- ۴- ابی‌بن‌کعب- ۵- زید بن ثابت.

### خطوطی که از خط کوفی مشتق گردیده
از خط کوفی دوازده شکل دیگر استخراج گردید که اسامی آن خطوط بدین شرح است:
۱- طومار- ۲- سجلات- ۳- عهود- ۴- مؤامرات- ۵- امانات- ۶- دیباج – ۷- مدیح- ۸ – مرصع – ۹- ریاس – ۱۰- غبار – ۱۱- حسن – ۱۲- بیاض و حواشی
خط طومار را در نوشتن کتیبه‌های مساجد و عمارات بکار می‌بردند و خط سجلات که قلم خفی‌نویسی بود و خطی درهم و برهم و پیچیده بود و تفسیر آن مشکل بود. برای تسجیل سجلات بکار می‌بردند- قباله‌ها و اسناد را با قلم عهود می‌نوشتند- قلم مؤمرات و امانات نیز در نوشتن احکام و اسناد به کار می‌رفته است. دیباج و مدیح و مرصع و ریاس در موارد تحریر بکار می‌رفته و از یکدان تا شش‌دانگ چیز می‌نوشته‌اند. با خط غبار و حسن و بیاض قرآن و احادیث و روایات و ادعیه را می‌نوشته‌اند و این خطوط تمامی مشتق از خط کوفی بود که به سلیقه کتاب مختصر تغییراتی پیدا کرده بود و مردم بیشتر با اشکالات مواجه می‌شدند و اختلاف خطوط رو به فزونی گذارد و چند قلم دیگر نیز پیدا شد- این خطوط دوازده‌گانه را اسحاق حماد که در سنه یکصد و پنجاه و چهار (۱۵۴) هجری وفات یافته اختراع کرد و پس از وی برادرش ضحاک و بعد از او ابراهیم سکزی و برادرش اسحاق که از مردم سیستان ایران بودند در حسن خط مشهور شدند. بعد از وفات ابراهیم سکزی در دویست (۲۰۰) هجری و اسحاق در دویست و ده (۲۱۰) اسناد اصول سکزی شهرت یافته و از کتاب مخصوص مأمون شد و قوانینی وضع کرد و رساله‌ای به نام (رساله جامع) نگاشت- فضل بن سهل مروی ایرانی وزیر مأمون عباسی نیز تصرفات عالمانه‌ای در خط کرده و مقدم قلم (ریاسی) که منسوب بریاست او است اختراع و چند شکل دیگر از پرتو اهتمامات او پیدا شد که روی هم سی و هفت (۳۷) شکل خطوط در میانه کتاب و نویسندگان دربار خلافت دور می‌زد باین ترتیب:
۱- کوفی- ۲- طومار- ۳- جلیل – ۴- مجموع – ۵- ریاسی – ۶- ثلثین – ۷- نصف – ۸- جوانحی – ۹- مسلسل – ۱۰- غبار جلیه – ۱۱- مؤامرات – ۱۲- محدث – ۱۳- مدمج – ۱۴- منثور- ۱۵- مقترن- ۱۶- حواشی- ۱۷- اشعار – ۱۸- لؤلؤی – ۱۹- مصاحف – ۲۰- فضاح النسخ – ۲۱- غبار- ۲۲- عهود – ۲۳- معلق – ۲۴- مخفف- ۲۵- مرسل -۲۶- مبسوط- ۲۷- مقود- ۲۸- ممزوج – ۲۹- مفتح – ۳۰- معماه -۳۱- مؤلف- ۳۲- توامان- ۳۳- معجز- ۳۴- مخلع – ۳۵- دیوانی- ۳۶- سیاقت – ۳۷- قرمه که این اختلاف اسامی منسوب به مخترعان هر خط و درشتی و ریزی بوده است.
این خطوط تا زمان المقتدر بالله که در سال دویست و نود و پنج (۲۹۵) بر تخت خلافت نشست مستعمل بود در این وقت است که نابغه در خط ابن مقله بیضاوی به منصه ظهور رسید و خط را از بلای اختلاف اشکال و تغییرات نجات داد و از هر جهت این خط را پیراسته و آراسته کرد.

## تحولات نوین خوشنویسی
و همچنین نگاه کنید به مکتب سقاخانه همواره قابلیت‌های کارکردی عاملی مهم و درجه اول، در انگیزه و شکل‌گیری تحولات در خوشنویسی بوده است. اگر چه زیبایی بصری نیز بدون شک مورد نظر خطاطان قرار گرفته اما به‌ویژه امروزه، صنعت چاپ و گرافیک تأثیر شگرفی بر روند توسعه و تحولات خوشنویسی داشته است.
خوشنویسی ایرانی با از دست رفتن مصرف اصلی آن یعنی کتابت و مواجهه با نیازهای جامعه مدرن در قرن اخیر روند تازه‌ای را دنبال کرد. تحولات فرهنگی - هنری و سیاسی - اجتماعی و فناوری در ایران، در دوره‌های قاجار و پهلوی زمینه‌ساز نوآوری متفاوتی در خط شده‌اند. در دوره قاجار با ظهور و روزنامه‌ها و نشریات، مصرف اصلی خوشنویسی یعنی کتابت و تکثیر آثار مکتوب به‌تدریج از بین رفت. از این رو جنبه‌های خلاقه و روش‌های شخصی و شیوه‌گرایانه در خط نمود بیشتری پیدا کرد و با رواج «سیاه‌مشق» ها دوران تازه‌ای فرا رسید. پس از آن در دوره پهلوی با پدید آمدن نیازهای جدید برای جامعه همچون تجارت، تبلیغات و فناوری و همچنین مواجهه با هنر جهانی خوشنویسی نیز می‌بایست خود را با این تحولات هماهنگ می‌کرد.
روند تحولات در خوشنویسی به شکل سنتی محدود نشد و هنرمندان خطاطی و نقاشی را با هم درآمیختند تا امکانات نوینی را تجربه کنند به این کار رفته رفته عنوان نقاشیخط داده شد. شاید بتوان گفت مکتب سقاخانه خاستگاه اصلی زیباشناسی و نوآوری معاصر، در خوشنویسی خط به ویژه در پیش از انقلاب ایران (۱۳۵۷) بوده است. پس از انقلاب خوشنویسی با اقبال زیادی از سوی جوانان مواجه شد آنان در عرصه‌های مختلف اعم از شیوه‌های سنتی یا تلاش برای ایجاد خلاقیت‌های نوین با هم به رقابت پرداختند. رشد هنر گرافیک و گستردگی نیازهای نوین جامعه، پدید آمدن کامپیوتر به عنوان یکی از مهم‌ترین ابزارهای کار گرافیک و نشر رومیزی همه و همه چالش‌های حدید در پیش روی خوشنویسی معاصر هستند.
امروزه با خلق شدن نرم‌افزارهای خوشنویسی، این هنر شکل جدیدی به خود گرفت، به آثار خامی که با این نرم‌افزارها تولید می‌شود، وکتورهای خطاطی، خوشنویسی یا نقاشیخط می‌گویند. این وکتورهای خوشنویسی کاربردهای زیادی دارند که تعدادی از آن‌ها در ادامه ذکر شده:
- قابل چاپ بر روی پارچه، پلاستیک، کاغذ، دیوار، سرامیک، فلز، چوب و …
- قابل استفاده در انواع روش‌های چاپ مثل چاپ افست (Offset) یا لیتوگرافی، چاپ دیجیتال، چاپ فلکسو، چاپ هیلوگراور، چاپ سیلک اسکرین و …
- قابل استفاده در دستگاه برش لیزر و سی ان سی (cnc)
- طرح تاتو شعر
- طرح تیشرت، مانتو و پوشاک هنری
- طرح روسری و شال
- استیکر دیواری و برچسب
- اسکین لپ تاپ
- پوستر
- تابلو دکوراتیو
- برش روی چوب (معرق و منبت کاری و…)
- طرح کاشی و سرامیک
- طرح قلمزنی روی فلز، چوب و …
- شابلون
- قاب موبایل
- جلد دفتر و کتاب
- انواع ماگ و لیوان سرامیکی و سفالی
- ویترای (نقاشی روی شیشه)
- و …[۱۲]

در این راستا وب سایت چی چی نت اولین و بزرگ‌ترین سایت اختصاصی ارائه دهنده وکتورهای خطاطی، خوشنویسی و نقاشیخط لایه باز اشعار فارسی در ایران و جهان است.

### روز ملی خوشنویسی
۲۱ مهرماه از سوی انجمن خوشنویسان ایران به عنوان «روز ملی خوشنویسی» و از ۲۱ تا ۲۸ مهرماه «هفته خوشنویسی» نام‌گذاری شده است.

## روش‌های تفننی

نمونهٔ تحلیلی خط طغری مربوط به امضاء سلطان محمود دوم پادشاه عثمانی

- خط ناخنی گونه‌ای از خوشنویسی است که در آن به جای استفاده از جوهر و قلم، با فشردن کاغذ در بین دو ناخن انگشت میانی و شست، کاغذ را تغییر شکل می‌دهد و بدین ترتیب کلمات شکل می‌گیرند. گفتنی است این نوع خط بسیار بدیع است و گسترش چندانی ندارد.
- قطاعی که در آن خطوط را باظرافت کامل بریده و بر زمینه‌ای دیگر می‌چسبانند.
- طغری نوعی ترکیب بندی خاص از حروف است که معمولاً با خط ثلت انجام می‌شود و در گذشته به منظور امضاء استفاده می‌شده است.

## علت پیدایش ابزارهای خوشنویسی
وقتی ترسیم مقاصد تا اندازه‌ای روشن شد به‌شکل تصویر برخوردند- زیرا برای ترسیم یک مطلب کوچکی مدت‌ها وقت لازم داشت مثلاً حجار باید تخته سنگ را بتراشد و بعد مطلب را روی آن حجاری کند و سپس برای طرف فرستاده شود این بود که به فکر افتادند که به جای حجاری و نقاری ترسیم کنند و برای رفع این نیازمندی باین نکته پی بردند که رنگی بسازند که با آن رنگ حروف را بنویسند بعد از مطالعات زیاد و رنگ‌های سبز و قرمز و آبی را از عصاره برگ‌های درختان و بوته‌ها به‌دست آوردند و به جای تیشه از چوب قلم تراشیدند و به جای تخته سنگ برگ پاپیروس را مورد استفاده قرار دادند و مکاتبات سر و صورتی پیدا کرد تا به صورت امروزی رسید.

## ابزارهای خوشنویسی

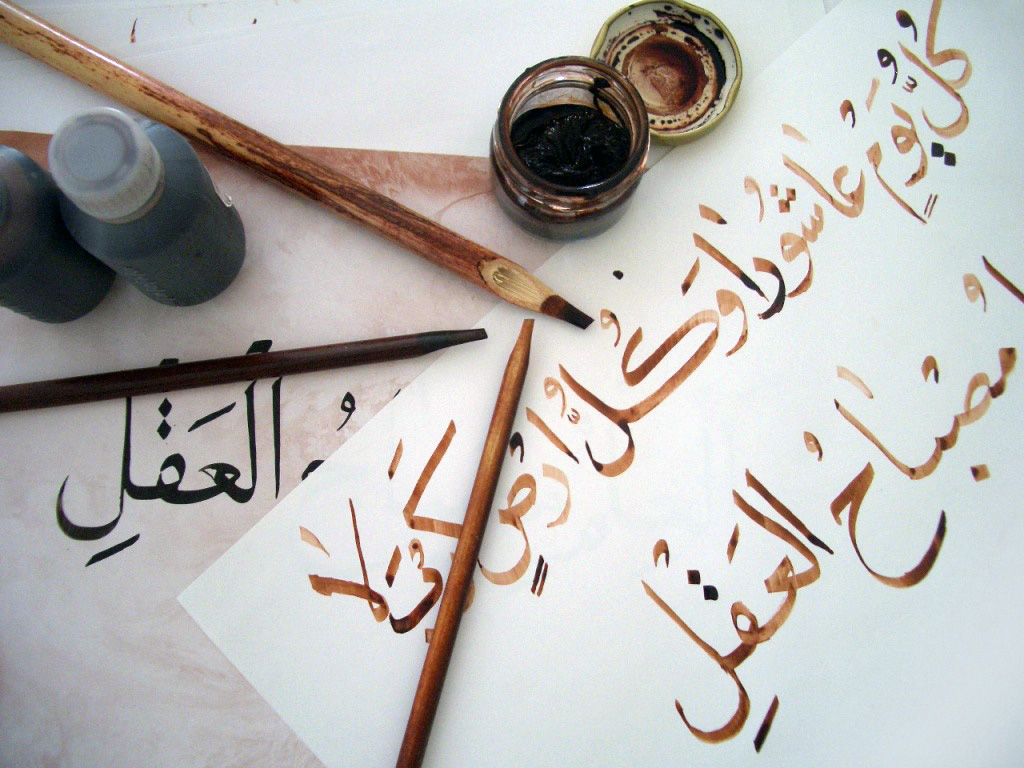
ابزارکار یک خوشنویس مبتدی

وسایل و ابزار خوشنویسی در خلق یک اثر مطلوب بسیار مؤثرند. ابزار خوب مشوق هنرمند در ادامه کار و پیشرفت اوست. ابزار مهم و اصلی خوشنویسی عبارتند از:
- قلم‌نی نوع مرغوب آن از نیهای شوشتری و دزفولی (برای قلم‌های ریر و متوسط) یا نی خیزران (برای درشت‌نویسی) تهیه می‌شود.
- کاغذ که در گذشته به صورت دستی ساخته می‌شد و مراحل تولید و پرداخت پیچیده‌ای داشت. امروزه کاغذهای گلاسه، به‌ویژه گلاسهٔ مات، برای نوشتن مناسب‌ترند.
- مرکب که باید مخصوص خوشنویسی باشد. بیش از همه مرکب مشکی و پس از آن قهوه‌ای کاربرد دارد. برای کارایی بهتر و بیشتر می‌توان چند قطره آب مقطر یا گلاب را به مرکب و لیقه اضافه کرد. اینکار موجب جذب بیشتر مرکب بر روی قلم می‌شود و برای اجرای بهترِ حروف کشیده بسیار مؤثر است.

افزون بر آن از وسایل خوشنویسی می‌توان به ابزار زیر اشاره کرد:
دوات، لیقه، قلمتراش، قط زن، سنگ تیزکن قلمتراش، قلمدان، زیردستی از نوع فوم یا چرمی، مِسطره، ابزار به‌هم زدن لیقه و مرکب، قاشق مخصوص آب ریختن در دوات یا قطره‌چکان.

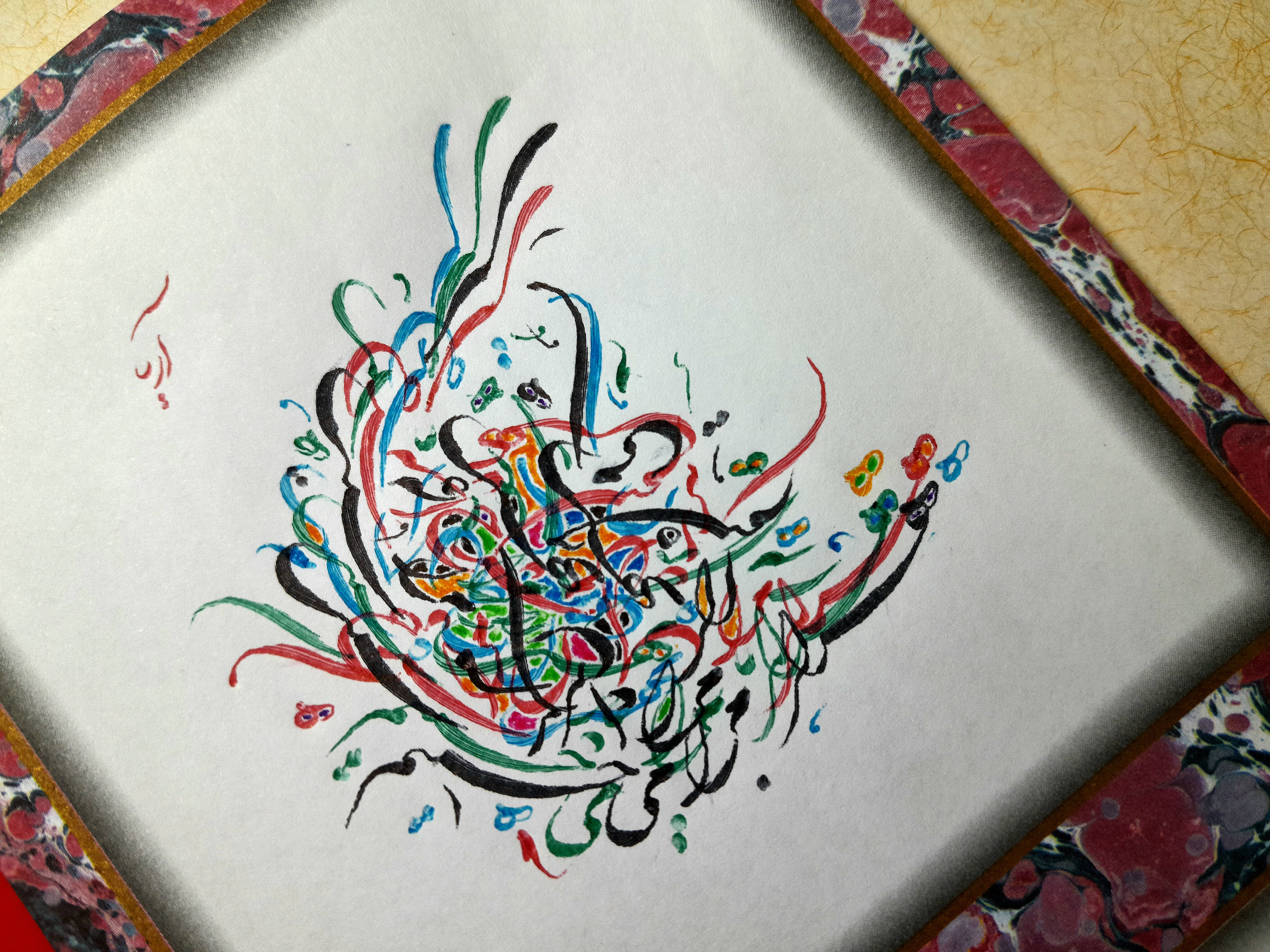
خط خودکاری

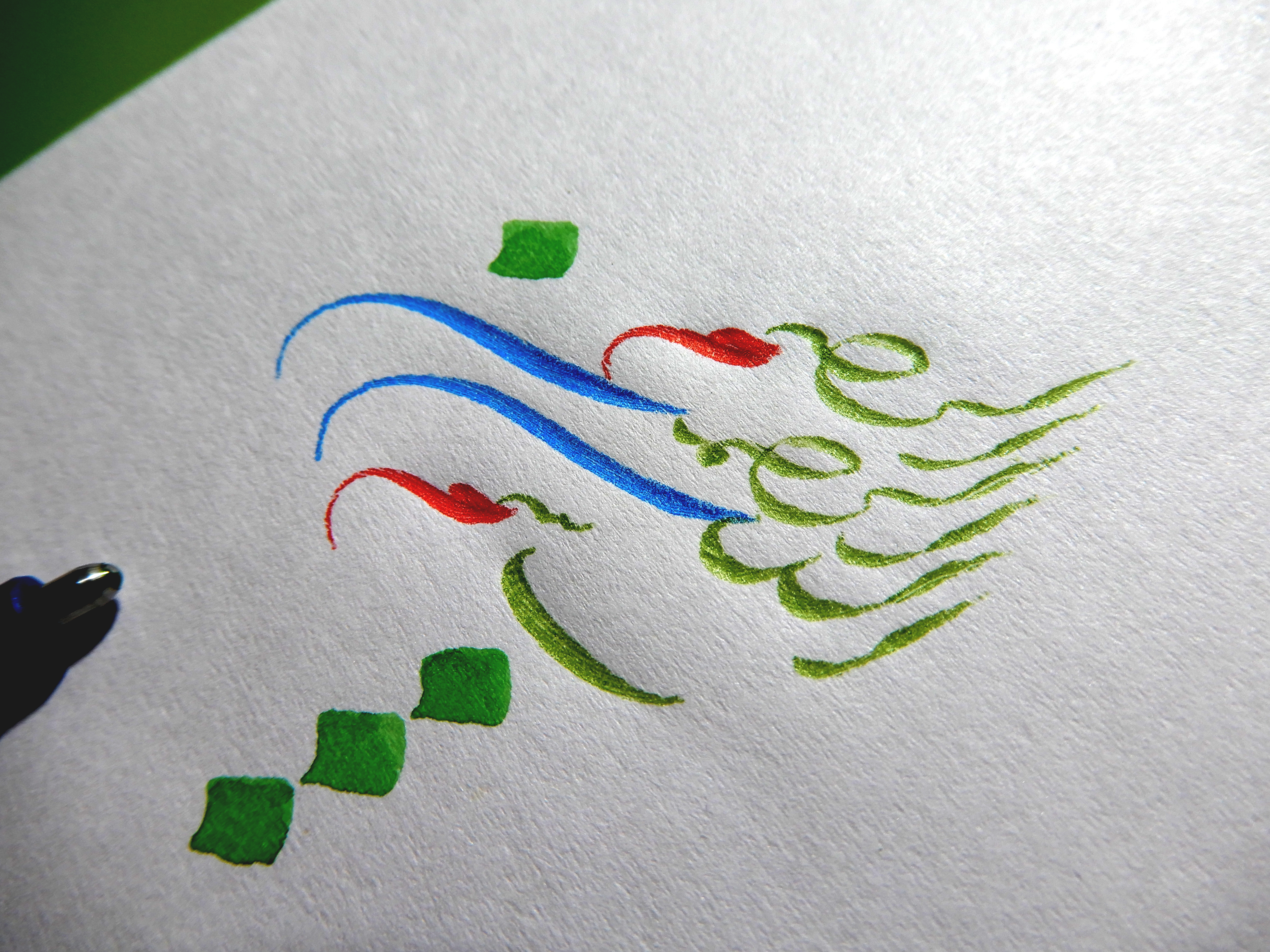
خط خودکاری

### خوشنویسی تحریری با خودکار ساچمه‌ای
امروزه سهولت تمرین خوشنویسی با خودکار ساچمه ای و رسیدن به درجه ممتاز و فوق ممتاز در نستعلیق، شکسته و … امکانپذیر شده است. استفاده از مواد اولیهٔ ارزان و در دسترس همگان توانسته جایگاه خوشنویسی را بیش از گذشته ارتقا دهد.

## ثبت خوشنویسی در میراث ناملموس یونسکو
ترکیه درخواست ثبت خوشنویسی را در میراث ناملموس یونسکو داده است. ایران قصد داشت چنین درخواستی را در سال ۲۰۲۱ یا ۲۰۲۲ ثبت کند.
در حالی که ابن مقله شیرازی پدیدآور خط‌های شش‌گانه و گسترش خط نستعلیق و همچنین شکسته‌نستعلیق می‌باشد و این خطوط مختص به ایرانیان است و از ایران به جهان اسلام گسترش یافته است.